# Plini
 (février 2018).
Plini, de son vrai nom Plini Roessler-Holgate, est un guitariste de rock progressif et compositeur indépendant né en 1992 et originaire de Sydney (Australie). Il était auparavant connu sous le nom Halcyon, sous lequel il a publié l'EP Pastures. Il est également considéré comme faisant partie de la scène djent, et a fait une tournée internationale avec Animals As Leaders et Intervals.
Il a notamment participé en tant que soliste studio auprès d'artistes tels que Skyharbor, Intervals, Modern Day Babylon, David Maxim Micic, Jakub Zytecki, Novelists, Sithu Aye, et The Helix Nebula.
Il a joué de la batterie pendant plusieurs années et avoue être un grand fan du groupe de metal progressif Dream Theater et son guitariste John Petrucci. Il possède également des influences jazz telles que Django Reinhardt, Pat Metheny, Hiromi et Tigran Hamasyan.

## Discographie

### EPs
- 2013 : Sweet Nothings
- 2013 : Others Things
- 2015 : The End of Everything
- 2018 : Sunhead
- 2023 : Mirage

### Singles
- 2012 : Moonflower
- 2013 : Cloudburst
- 2014 : Ko Ki
- 2016 : Every Piece Matters
- 2018 : Salt + Charcoal
- 2019 : Blue Angel